# 羅伯托·阿勒瑪
羅伯托·「羅比」·阿勒瑪·維拉斯奎茲（西班牙語：Roberto "Robbie" Alomar Velázquez，1968年2月5日—），為波多黎各裔的美國職棒大聯盟一壘手。職業生涯曾效力過教士、藍鳥、金鶯、印地安人、大都會、白襪與響尾蛇等隊。他被認為是大聯盟1990年代最傑出的二壘手，生涯一共拿下12座金手套獎與4座銀棒獎。

## 職業生涯

### 聖地牙哥教士
1985年，17歲的阿勒瑪與教士隊簽約。他從新人聯盟開季，隔年升上1A。
1988年4月22日，阿勒瑪登上大聯盟。他在生涯首打席就從諾蘭·萊恩手中敲出大聯盟首安，當時他以傑出的跑壘能力和銅牆鐵壁的防守讓球迷留下深刻印象。後來他於1990年首次入選明星賽。

### 多倫多藍鳥
1990年12月5日，阿勒瑪和喬·卡特被交易到藍鳥隊，而教士隊得到弗瑞德·麥葛里夫和湯尼·費南德茲。1991年，阿勒瑪敲出11支三壘安打與完成53次盜壘成功，帶領球隊闖入季後賽。1992年，阿勒瑪在美聯冠軍賽第四場敲出再見全壘打，成功將球隊打進隊史首次的世界大賽。他在世界大賽第6場跑回致勝分，最後藍鳥隊也成功拿下隊史首冠。
1993年，阿勒瑪打出生涯年。他的打擊率高達3成26，並敲出17轟與93分打點。當時打擊率前三高的球員都在藍鳥隊，他們連續兩年成功闖入世界大賽。最後球隊靠著Joe Carter的再見全壘打，完成世界大賽二連霸。1995年，阿勒瑪達成連續出賽104場比賽沒有發生失誤的紀錄。在藍鳥隊的這段期間，他都有入選明星賽，且都拿下了金手套獎。

### 巴爾的摩金鶯
1995年12月21日，由於藍鳥隊進入重建期，因此他被交易至金鶯隊。當時他和「鐵人」小卡爾·瑞普肯組成了足以衝擊冠軍的黃金內野陣容。而金鶯隊也真的在這兩位球員的帶領下，於1996年和1997年打進季後賽。阿勒瑪甚至在1996年美聯分區賽第四場敲出關鍵全壘打幫助金鶯隊挺進下一輪，不過金鶯隊在這兩年都止步於美聯冠軍賽。1998年，阿勒瑪入選明星賽，並成功拿下明星賽的MVP。

#### 吐口水事件
1996年9月27日，阿勒瑪在比賽中因不滿主審John Hirschbeck對於好球的判決。在被三振過後向Hirschbeck強烈抗議，最後甚至往Hirschbeck臉上吐口水。賽後阿勒瑪說到主審因為說他是「黑鬼」才反擊回去，不過他最後仍趁機嘲弄Hirschbeck一定是罹患了腎上腺腦白質失養症才導致神智不清(因為Hirschbeck的兒子就是罹患此病而去世)。聽到這番言論的Hirschbeck相當不滿，甚至差點衝進球隊休息室與阿勒瑪當面對質。
事後，聯盟宣布阿勒瑪將於1997年禁賽5場比賽，而他也捐贈5萬美元給研究腎上腺腦白質失養症的機構。後來兩人在1997年4月22日再度於比賽中碰頭，兩人也選擇握手達成和解。

### 克里夫蘭印地安人
1998年11月24日，阿勒瑪和印地安人簽下4年合約。1999年，他的單季打擊率為3成23，並敲出24轟與120分打點。2001年，他又再度打出一個不錯的球季。該年他的打擊率為3成36，並敲出20轟與100分打點。這兩年阿勒瑪分別在MVP票選中拿下第三和第四，但很可惜的球隊這兩年都在分區賽止步。
2000年，整個印地安人團隊僅發生34次守備失誤，只比最低紀錄多出一次。而阿勒瑪和球隊游擊手奧馬爾·維茲奎爾和三壘手Travis Fryman都拿下金手套獎。
2002年初，印地安人將阿勒瑪交易到大都會，換來Billy Traber、Matt Lawton和Alex Escobar。

## 生涯後期
2002年，阿勒瑪的打擊率掉到2成66，並有53分打點。衰退的打擊能力加上平庸的守備，使得大都會在2003年季中將他交易到白襪。2004年，他加入了響尾蛇隊，然而他卻有長達2個月的時間在傷兵名單內。8月5日，阿勒瑪回到白襪隊。整年他出賽56場比賽，打擊率為2成63。
2005年，阿勒瑪和魔鬼魚隊簽下1年合約。不過他在3月19日春訓期間發現自己的視力慢慢退化，因此最終宣布退休。

## 紀念

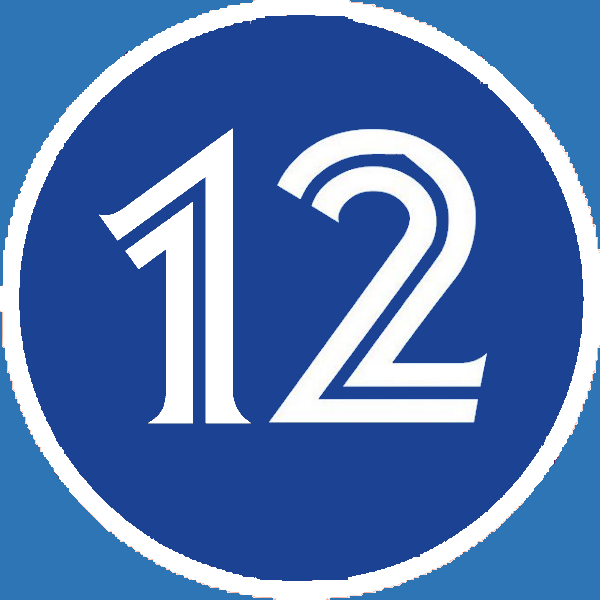
2011年，藍鳥隊將阿勒瑪的12號球衣退休。

時代雜誌曾將阿勒瑪譽為1990年代大聯盟最傑出的二壘手。他在2010年6月19日入選加拿大棒球名人堂。藍鳥隊最終在2011年將他的背號正式退休，成為隊史第一位獲得退休背號殊榮的選手。同年，阿勒瑪在名人堂票選中也獲得高達90%的選票，成功入主古柏鎮。他成為第三位入選名人堂的波多黎各籍選手。
2011年3月31日，他在藍鳥隊擔任特別助理。這段期間他都在多倫多舉辦錦標賽來挖掘更多來自加拿大的棒球好手，其中Josh Naylor、麥克·索羅卡和Abraham Toro日後更是都成功登上大聯盟。
2013年，阿勒瑪入選金鶯隊名人堂。兩年後入選安大略運動名人堂。

## 個人生活
2009年，阿勒瑪和波多黎各籍的模特兒Maripily Rivera結婚，不過兩人的婚姻僅維持兩年便告吹。2012年12月12日，阿勒瑪再婚。後來他和妻子育有1女，目前定居在多倫多。
2021年4月30日，阿勒瑪被一名女性指控於2014年發生不當性行為，因此他遭到藍鳥隊終止合約，退休背號也遭到撤銷。

## 生涯打擊數據
| 出賽次數 | 打席  | 打數 | 得分 | 安打 | 二安 | 三安 | 全壘打 | 打點 | 盜壘 | 保送 | 三振 | 打擊率 | 上壘率 | 長打率 | 觸身球 | 守備率 |
| -------- | ----- | ---- | ---- | ---- | ---- | ---- | ------ | ---- | ---- | ---- | ---- | ------ | ------ | ------ | ------ | ------ |
| 2379     | 10400 | 9073 | 1508 | 2724 | 504  | 80   | 210    | 1134 | 474  | 1032 | 1140 | .300   | .371   | .443   | 50     | .984   |

## 外部連結
- 球員資訊和成績在MLB ，ESPN ，Retrosheet ，Baseball Reference ，Baseball Reference (Minors) ，Fangraphs ，The Baseball Cube （英文）
- 羅伯托·阿勒瑪在台灣棒球維基館上的頁面（繁體中文）